# China Railways SS1
A China Railways SS1 sorozat egy kínai 25 kV 50 Hz váltakozó áramú, Co'Co' tengelyelrendezésű villamosmozdony-sorozat. A China Railways üzemelteti. Összesen 826 db készült belőle, 7 db 6Y1 sorozat és 819 SS-1 sorozat. A mozdonyok közül a SS-1 008-as a Kínai Vasúti múzeumba került.

## Története
Ez a mozdony volt az első kínai fővonali villamosmozdony-sorozat. 1968 és 1988 között gyártotta a Zhuzhou Electric Locomotive Works.

## Képgaléria

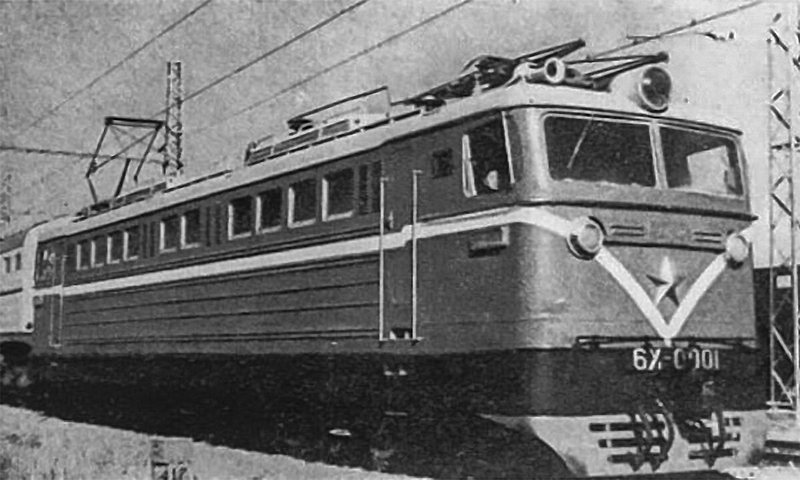
6Y1－0001
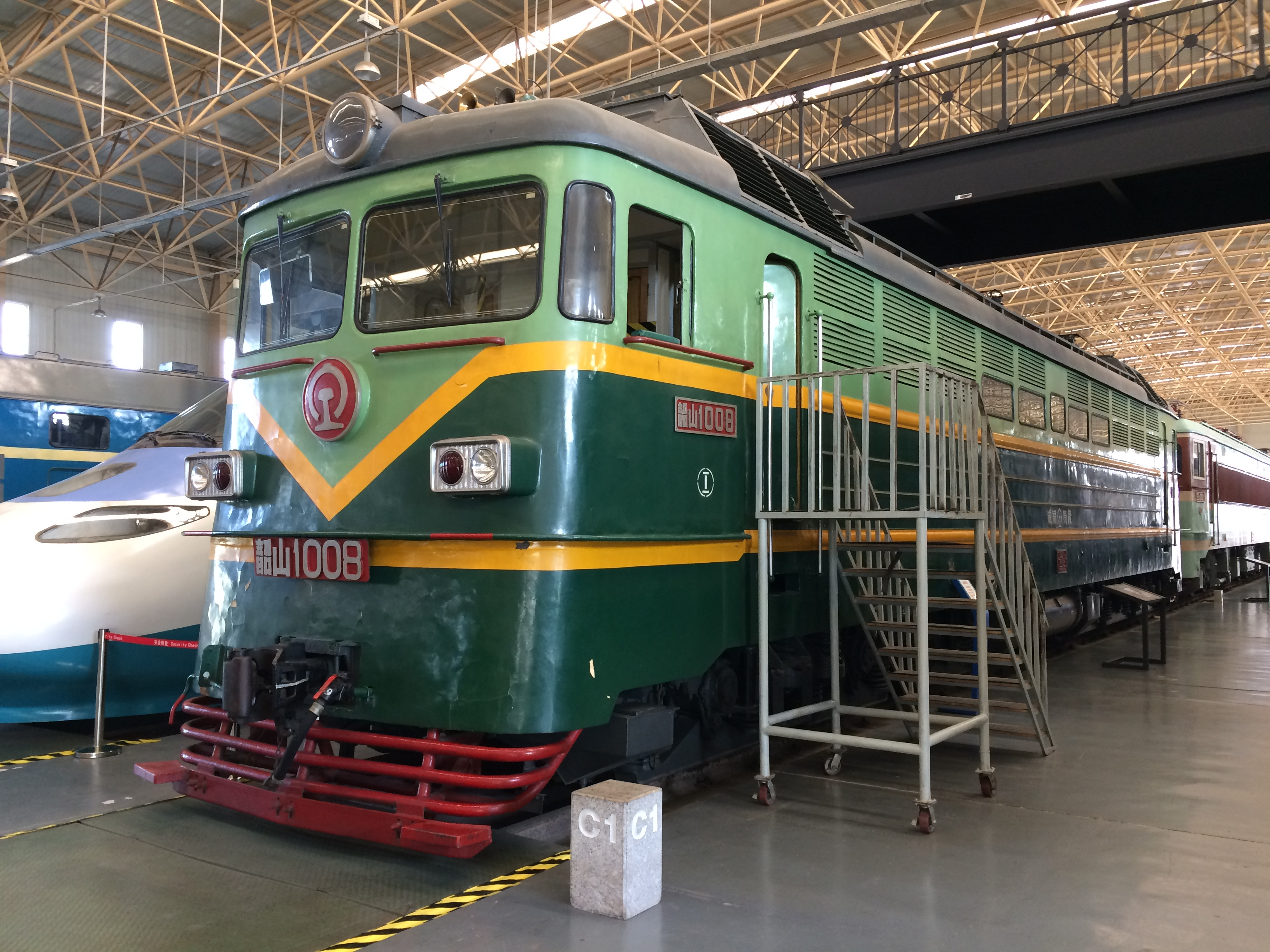
韶山1－008 a Kínai Vasúti Múzeumban
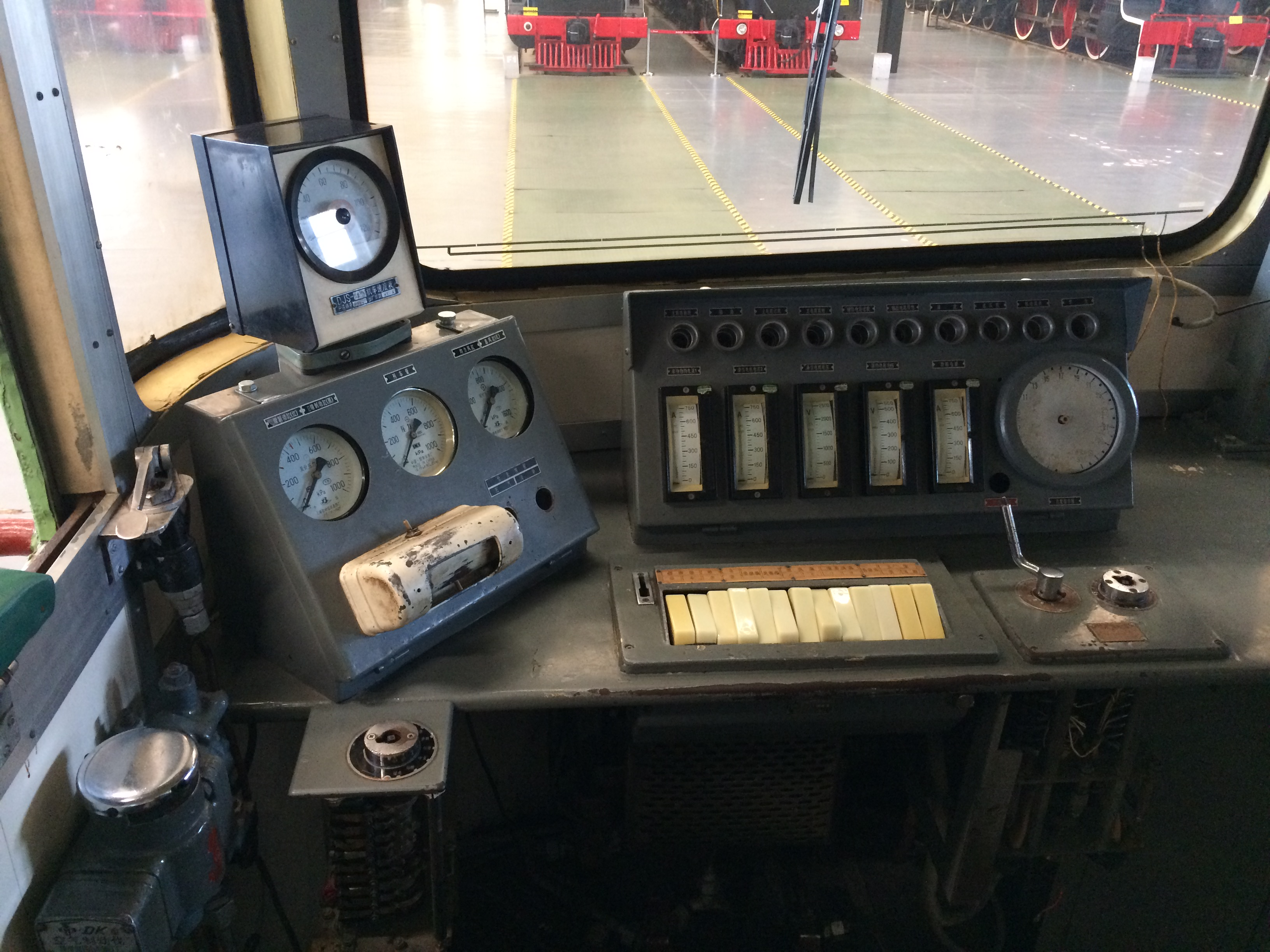
韶山1－008 mozdony vezetőállása
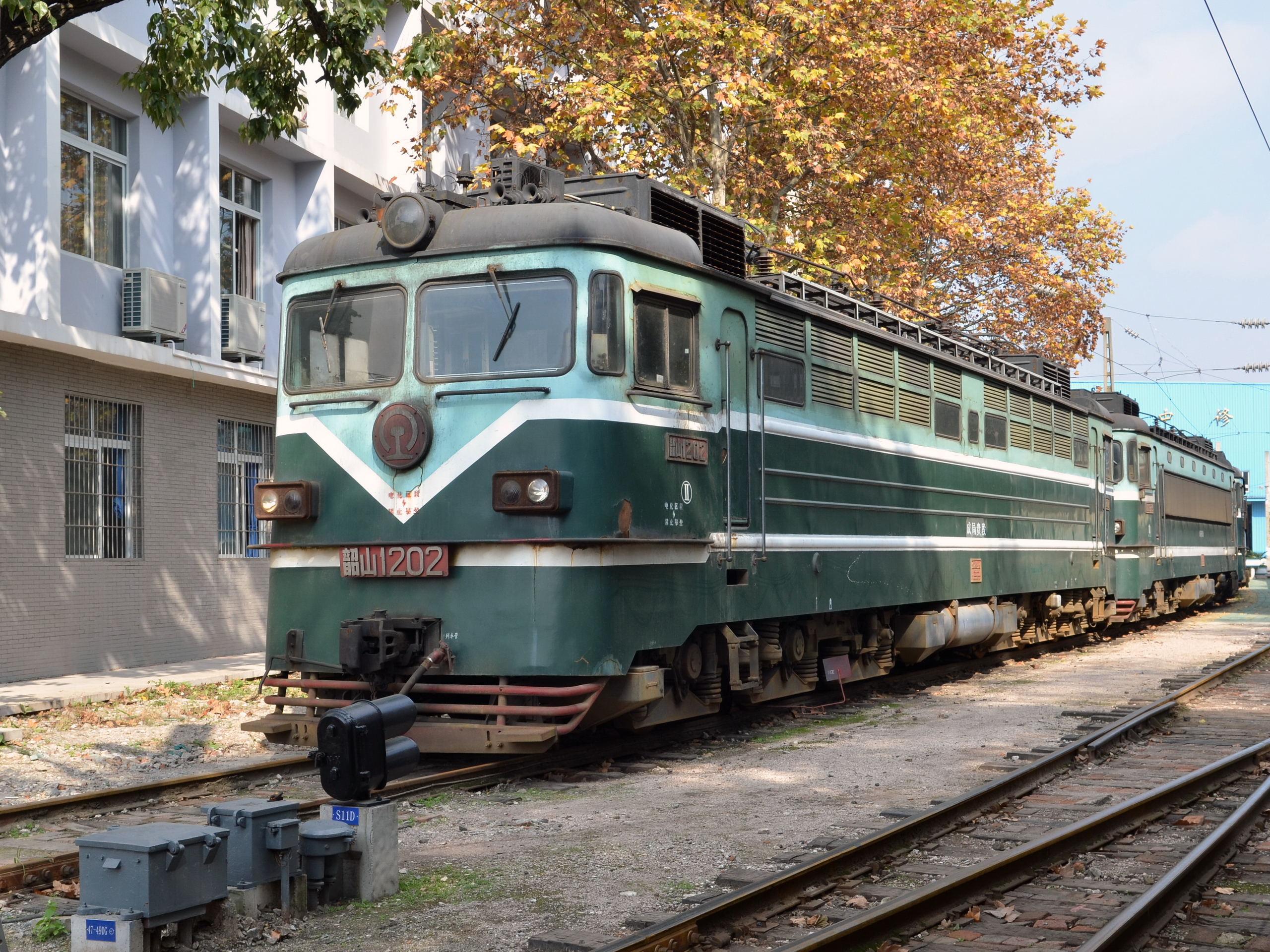
韶山1－202 a Guiyang fűtőházban
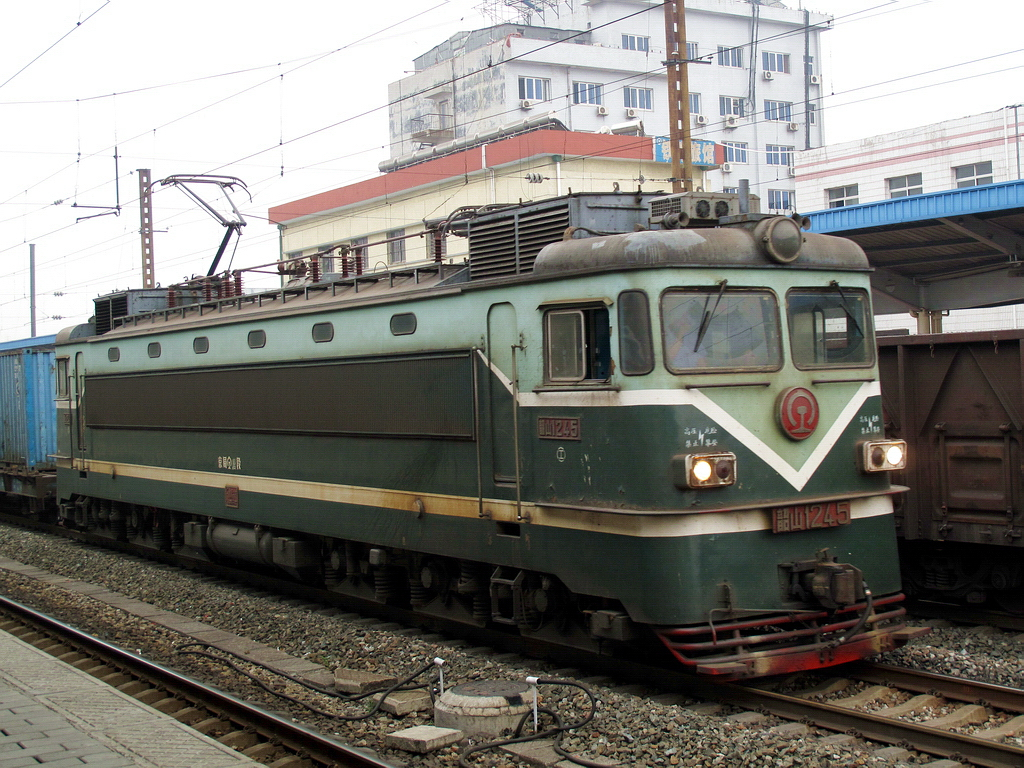
韶山1－245 a Qinhuangdao vasútállomáson
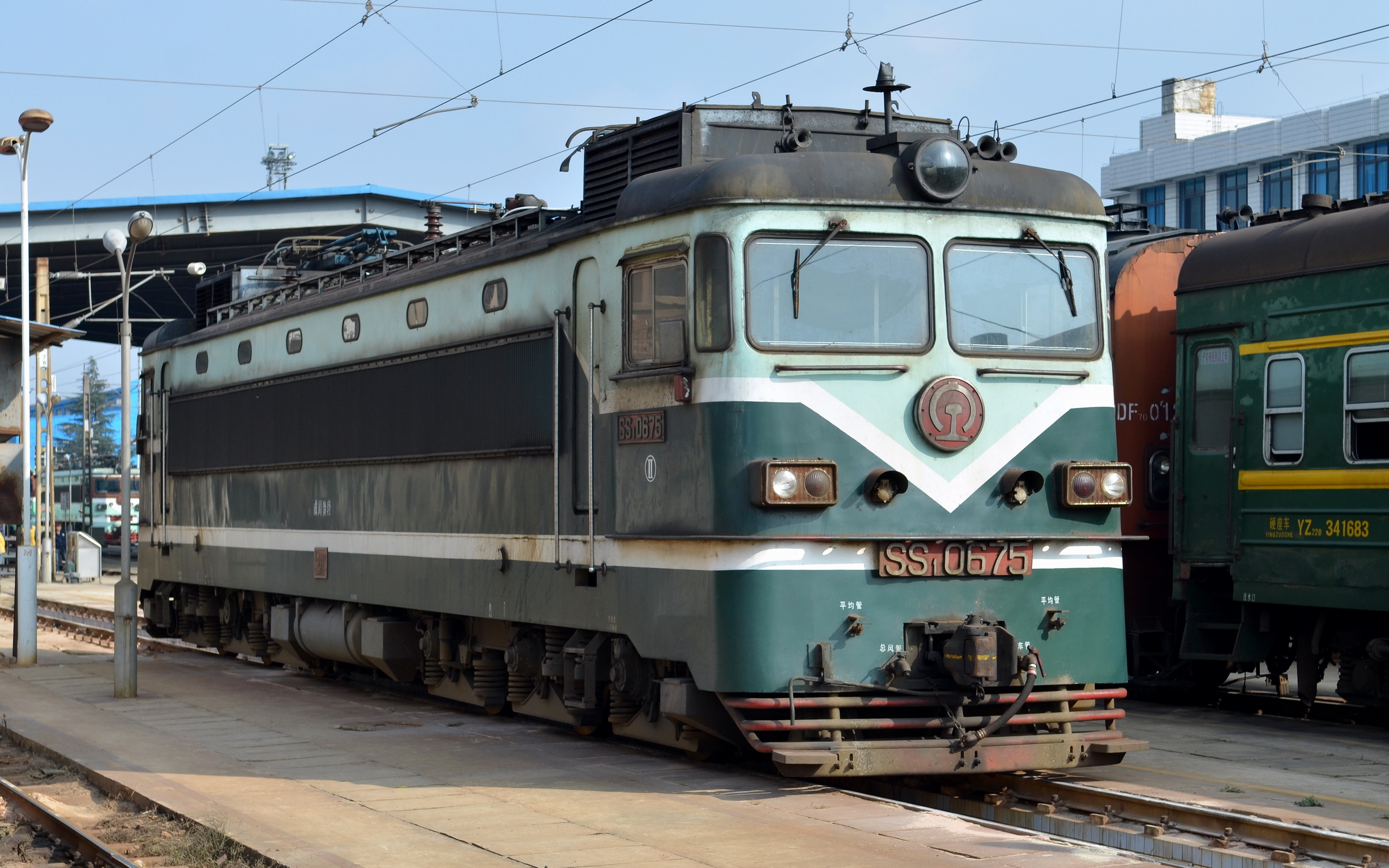
SS1－0675 a Guiyang fűtőházban